# Монастирі Москви
У даному списку представлена інформація про монастирі, що знаходяться в сучасних кордонах міста Москви, а також про зруйнвані монастирі та такі, що припинили діяльність.

## Діючі монастирі

### Православні монастирі Московської міської єпархії
Чоловічі монастирі

| # | Зображення | Назва                         | Тип                                                                          | Засновано     | Адреса                                             |
| - | ---------- | ----------------------------- | ---------------------------------------------------------------------------- | ------------- | -------------------------------------------------- |
| 1 |            | Андріївський монастир         | чоловічий ставропігійний                                                     | 1648 рік      | Андріївська набережна, 2 (м. Ленінський проспект). |
| 2 |            | Високо-Петровський монастир   | чоловічий ставропігійний                                                     | 1315 рік      | Вулиця Петровка, 28 (м. Чеховська).                |
| 3 |            | Данилів монастир              | чоловічий ставропігійний                                                     | XIII століття | Данилівський вал, 22 (м. Тульська).                |
| 4 |            | Донський монастир             | чоловічий ставропігійний                                                     | 1591 рік      | Донска площа, 1 (м. Шаболовська).                  |
| 5 |            | Заіконоспаський монастир      | чоловічий ставропігійний                                                     | 1600 рік      | Нікольська вулиця, 7-9 (м. Площа Революції).       |
| 6 |            | Ніколо-Перервинський монастир | офіційно статус монастиря не має, але відноситься до єпархіальних монастирів | 1623 рік      | Шосейна вулиця, 82 (м. Печатники).                 |
| 7 |            | Новоспаський монастир         | чоловічий ставропігійний                                                     | 1490 рік      | Селянська площа, 10 (м. Пролетарська).             |
| 8 |            | Стрітенський монастир         | чоловічий ставропігійний                                                     | 1397 рік      | Велика Луб'янка, 19 (м. Тургенєвська).             |

Жіночі монастирі

| #  | Зображення | Назва                               | Тип                                        | Засновано   | Адреса                                                                                               |
| -- | ---------- | ----------------------------------- | ------------------------------------------ | ----------- | --- |
| 9  |            | Олексіївський монастир              | жіновий ставропігійний                     | 1837 рік    | 2-й Красносільський провулок, 5 (м. Красносільська).                                                 |
| 10 |            | Богородице-Різдвяний монастир       | жіновий ставропігійний                     | 1386 рік    | Вулиця Рождественка, б. 20 (м. Трубна).                                                              |
| 11 |            | Зачатьєвський монастир              | жіновий ставропігійний                     | 1360 рік    | 2-й Зачатьєвський провулок, 2 (м. Кропоткінська).                                                    |
| 12 |            | Іоанно-Предтеченський монастир      | жіновий ставропігійний                     | XV століття | Малий Іванівський провулок, 2 (м. Китай-город).                                                      |
| 13 |            | Марфо-Маріїнська обитель            | жіновий ставропігійний                     | 1909 рік    | Велика Ординка, 34 (м. Третьяковська).                                                               |
| 14 |            | Покровський монастир                | чоловічий, з 1994 — жіновий ставропігійний | 1635 рік    | Таганська вулиця, 58 (м. Крестьянська застава).                                                      |
| 15 |            | Троїце-Одигітриєва Зосімова пустинь | жіночий                                    | 1826 рік    | Селище Зосімова Пустинь поселення Новофедоровське, Троїцького адміністративного округу міста Москва. |

### Православні монастирі Московської (обласної) єпархії
Дані монастирі фактично знаходяться в сучасних кордонах міста Москви 
| #  | Зображення | Назва                | Тип                  | Засновано | Адреса                                |
| -- | ---------- | -------------------- | -------------------- | --------- | ------------------------------------- |
| 16 |            | Новодівочий монастир | жіночий єпархіальний | 1524 рік  | Новодівичий проїзд, 1 (м. Спортивна). |

### Православні монастирські подвір'я
На даних монастирських подвір'ях існують чернечі громади, які живуть за монастирським статутом

| #  | Зображення | Назва | Тип       | Засновано | Адреса                                           |
| -- | ---------- | --- | --------- | --------- | ------------------------------------------------ |
| 17 |            | Подвір'я Афонського Пантелеймонового монастиря при Храмі Микити Мученика на Швивій гірці                  | чоловічий | 1992 рік  | Гончарная улица, 4-6 (м. Таганська).             |
| 18 |            | Подвір'я Валаамського Спасо-Преображенського монастиря при Храмі преподобних Сергія і Германа Валаамських | чоловічий | -         | 2-га Тверсько-Ямська вул, 52 (м. Білоруська).    |
| 19 |            | Подвір'я Оптиної пустині при Храмі Петра і Павла в Ясеневі                                                | чоловічий | 1997 рік  | Новоясенівский проспект, 42 (м. Новоясенєвська). |
| 20 |            | Подвір'я Пюхтицького монастиря при Храмі Миколая Чудотворця в Дзвонарях                                   | жіночий   | 1966 рік  | вул. Рождественка, 15/8 (м. Трубна).             |
| 21 |            | Подвір'я Саввін-Сторожевського монастиря при Храмі Серафима Саровського в Кунцеве                         | чоловічий | 2000 рік  | вул. Багрицького, 10, корп.3 (м. Кунцевська).    |
| 22 |            | Подвір'я Серафимо-Дівеєвського монастиря при Храмі на честь Собору Дівеєвських святих                     | жіночий   | 2008 рік  | Проспект Миру, 22 (м. Проспект Миру).            |
| 23 |            | Подвір'я Соловецького монастиря при Храмі Великомученика Георгія Побідоносця в Ендові                     | чоловічий | -         | Садовницька вул., 6 (м. Новокузнецька).          |
| 24 |            | Подвір'я Троїце-Сергієвої лаври при Храмі Трійці Живоначальної в Троїцькій слободі                        | чоловічий | -         | 2-й Троїцький пров., 6а (м. Цвєтний бульвар).    |

### Старообрядницькі
| #  | Зображення | Назва                                   | Тип | Засновано | Адреса                  |
| -- | ---------- | --------------------------------------- | --- | --------- | ----------------------- |
| 25 |            | Преображенська старообрядницька громада | -   | 1771 рік  | Преображенський Вал, 17 |

### Католицькі
| #  | Зображення | Назва                      | Тип       | Засновано | Адреса                 |
| -- | ---------- | -------------------------- | --------- | --------- | ---------------------- |
| 26 |            | Монастир Святого Франциска | чоловічий | 1993 рік  | Шмітовський проїзд, 2А |

## Недіючі монастирі
Кремлівські монастирі 
| #  | Зображення | Назва                                      | Тип       | Засновано     | Зруйновано або припинено діяльність | Стан |
| -- | ---------- | ------------------------------------------ | --------- | ------------- | ----------------------------------- | --- |
| 27 |            | Афанасівський монастир                     | чоловічий | 1389 рік      | XVIII століття                      | Споруда не збереглася                                                                                        |
| 28 |            | Богоявленський Троїцький в Кремлі монастир | чоловічий | XV століття   | XIX століття                        | Споруда не збереглася                                                                                        |
| 29 |            | Вознесенський монастир                     | жіночий   | 1386 рік      | 1918 рік                            | Споруда не збереглася. При розкопках 2014—2016 рр. були виявлені фрагменти фундаментів.                      |
| 30 |            | Монастир Спаса на Бору                     | чоловічий | XIII століття | 1933 рік                            | Споруда не збереглася                                                                                        |
| 31 |            | Чудівський монастир                        | чоловічий | 1365 рік      | 1918 рік                            | Споруда не збереглася. При розкопках 2014—2016 рр. було виявлено фундаменти монастирських церков і будівель. |

### Колишні монастирі в сучасних межах міста Москви
| #  | Зображення | Назва                                      | Тип                                          | Засновано            | Зруйновано або припинено діяльність | Стан |
| -- | ---------- | ------------------------------------------ | -------------------------------------------- | -------------------- | ----------------------------------- | --- |
| 32 |            | Андроніків монастир                        | чоловічий                                    | 1357 рік             | 1918 рік                            | Збереглися всі будівлі крім дзвіниці та некрополя. |
| 33 |            | Старий Олексіївський монастир              | жіночий                                      | 1360 рік             | 1837 рік                            | Споруди не збереглися |
| 34 |            | Богоявленський монастир                    | чоловічий                                    | 1296 рік             | 1920-ті                             | Збереглися собор, дзвіниця, будинок братських келій і настоятельські покої |
| 35 |            | Варсонофіївский монастир                   | жіночий                                      | XV століття          | 1765 рік                            | Споруди не збереглися |
| 36 |            | Воскресенський Високий монастир            | чоловічий                                    | XVI століття         | 1651 рік                            | Споруда не збереглася, але на місці монастиря збереглися будівлі дореволюційного подвір'я Саввін-Сторожевського монастиря. І за переказами, цей монастир дав найменування Воскресенським (Іверським) воротам. |
| 37 |            | Всіхсвятський єдиновірний монастир         | жіночий                                      | 1862 рік             | 1922 рік                            | Більшість будівель знесено. Частково збереглася будівля Микільської церкви і корпус келій |
| 38 |            | Георгіївський монастир                     | жіночий                                      | початок XVI століття | 1813 рік                            | Майже всі будівлі знесені. Збереглися будівлі монастирських келій |
| 39 |            | Златоустівський монастир                   | чоловічий                                    | 1412 рік             | 1918 рік                            | Майже всі будівлі знесені |
| 40 |            | Знаменський монастир                       | чоловічий                                    | 1631 рік             | 1923 рік                            | Зберігся Знаменський собор монастиря |
| 41 |            | Ільїнський монастир                        | чоловічий                                    | 1518 рік             | 1626 рік                            | Збереглася церква Іллі Пророка в Теплих рядах, на Ільїнці |
| 42 |            | Казанський Головінський монастир           | жіночий                                      | 1886 рік             | 1929 рік                            | Будинки знесені, за винятком дзвіниці |
| 43 |            | Хрестовоздвиженський монастир              | чоловічий                                    | 1547 рік             | 1814 рік                            | Споруди не збереглися |
| 44 |            | Крутицький монастир                        | чоловічий                                    | XIII століття        | 1785 рік                            | Будівлі здебільшого збереглися |
| 45 |            | Мироносицький монастир                     | жіночий                                      | XV століття          | XVII століття                       | Монастирські будівлі не збереглися, але існує діючий храм Успіння Пресвятої Богородиці, збудований на місці монастирського храму Дружин Мироносиць з Успенським боковим вівтарем                              |
| 46 |            | Моісеєвський монастир                      | жіночий                                      | XVI століття         | 1765                                | Споруди не збереглися |
| 47 |            | Нікітський монастир                        | жіночий                                      | 1582                 | 1920-ті                             | Майже всі будівлі знесені. Зберігся корпус келій і фрагмент монастирської огорожі |
| 48 |            | Ніколо-Грецький монастир                   | чоловічий                                    | XIV століття         | 1920-ті                             | Всі споруди крім собору збереглися. Планується відновлення монастиря |
| 49 |            | Нікольський єдиновірний монастир           | чоловічий                                    | 1866                 | 1923                                | Будівлі збереглися, але монастир не відроджений. |
| 50 |            | Новинський монастир                        | чоловічий, після 1746 — жіночий              | 1431                 | 1764                                | Споруди не збереглися |
| 51 |            | Покровський Лищиків монастир               | чоловічий                                    | до 1504              | 1593 або 1611                       | Споруди не збереглися |
| 52 |            | Савин монастир                             | чоловічий, з середини XVII століття— жіночий | до 1456              | 1690                                | Споруди не збереглися |
| 53 |            | Серафимівська жіноча обитель               | жіночий                                      | 1906                 | 1922                                | Споруда не збереглася, але на території обителі побудований храм преподобного Серафима Саровського в Кунцеві                                                                                                  |
| 54 |            | Симонов монастир                           | чоловічий                                    | 1370                 | 1920                                | Велика частина будівель знесена. Збереглася частина стіни з трьома вежами, «Нова» трапезна з церквою Сергія Радонезького і братський корпус                                                                   |
| 55 |            | Скорбященський монастир                    | жіночий                                      | 1889                 | 1918                                | Частково зберігся собор монастиря, а також рукодільний корпус каплиця і ділянки огорожі |
| 56 |            | Спасо-Преображенський монастирна Всходні   | чоловічий                                    | до 1390              | 1610                                | Споруди не збереглися |
| 57 |            | Страстний монастир                         | жіночий                                      | 1654                 | 1928                                | Споруди не збереглися |
| 58 |            | Федоровський монастир                      | -                                            | 1627                 | 1709 рік                            | Збереглася церква Феодора Студита |
| 59 |            | Чигасів монастир                           | чоловічий                                    | до 1483              | до 1625                             | Споруди не збереглися |
| 60 |            | Князь-Володимирський монастир в Філімонках | жіночий                                      | 1891 рік             | 1920-ті                             | Будівлі зайняті психоневрологічним інтернатом |